# كورال دي ألماجوير
كُرال المغيض أو (نقحرة: كورال دي ألماجوير) (بالإنجليزية: Corral de Almaguer)‏ هي بلدية ومدينة في منطقة الحكم الذاتي كاستيا-لا مانتشا وتقع في مقاطعة طليطلة في وسط إسبانيا. تبلغ مساحة هذه المدينة 326 (كم²)، ويبلغ عدد سكانها 6194 نسمة حسب إحصاء المعهد الوطني الإسباني سنة 2008 م.

## أعلام
- فرنسيسكو بريسينو
- سارا كاربونيرو

## وصلات خارجية
- الموقع الرسمي